# Oinophila
Oinophila is een geslacht van vlinders van de familie echte motten (Tineidae), uit de onderfamilie Hieroxestinae.

## Soorten
- O. aethalopis Meyrick, 1930
- O. anachoreta (Meyrick, 1921)
- O. antongilella Viette, 1955
- O. argyrospora Meyrick, 1931
- O. aromaticella Viette, 1957
- O. beverrasella Legrand, 1965
- O. canthopa Meyrick, 1924
- O. cincinnata Meyrick, 1915
- O. colubrina Meyrick, 1914
- O. crobylora Meyrick, 1911
- O. crypsirias Meyrick, 1930
- O. divulsa (Meyrick, 1923)
- O. fragosa Meyrick, 1910
- O. glomerata Meyrick, 1911
- O. herbulotella Viette, 1955
- O. hydrochalca Meyrick, 1930
- O. leptorrhiza Meyrick, 1921
- O. leucorrhoa Meyrick, 1915
- O. ligyropa Meyrick, 1915
- O. maillardella Viette, 1957
- O. multipunctella Legrand, 1965
- O. nesiotes Walsingham, 1908

- O. paroditella Viette, 1957
- O. pentacarpa Meyrick, 1910
- O. polystrigella Legrand, 1965
- O. pyrometalla Meyrick, 1928
- O. rorida Meyrick, 1911
- O. serrata Meyrick, 1914
- O. siccata Meyrick, 1910
- O. spathistis Meyrick, 1930
- O. syntricha Meyrick, 1910
- O. tarsota (Meyrick, 1911)
- O. trixysta Meyrick, 1910
- O. v-flava

Wijnkeldermot (Haworth, 1828)
- O. xanthorrhabda Meyrick, 1915
- O. zulella Walsingham, 1881